# 暹罗猫
暹羅貓（英語：Siamese cat）是很早便被承認的東方短毛貓品種之一，品種的由來尚未確定，相信是來自東南亞，據稱是源自暹羅（今泰國）寺廟裏飼養的貓。在泰國被稱作「Wichien-maat（วิเชียรมาศ）」，即「月亮鑽石」之意。暹羅貓在現今已成為歐美最受歡迎的貓品種之一。

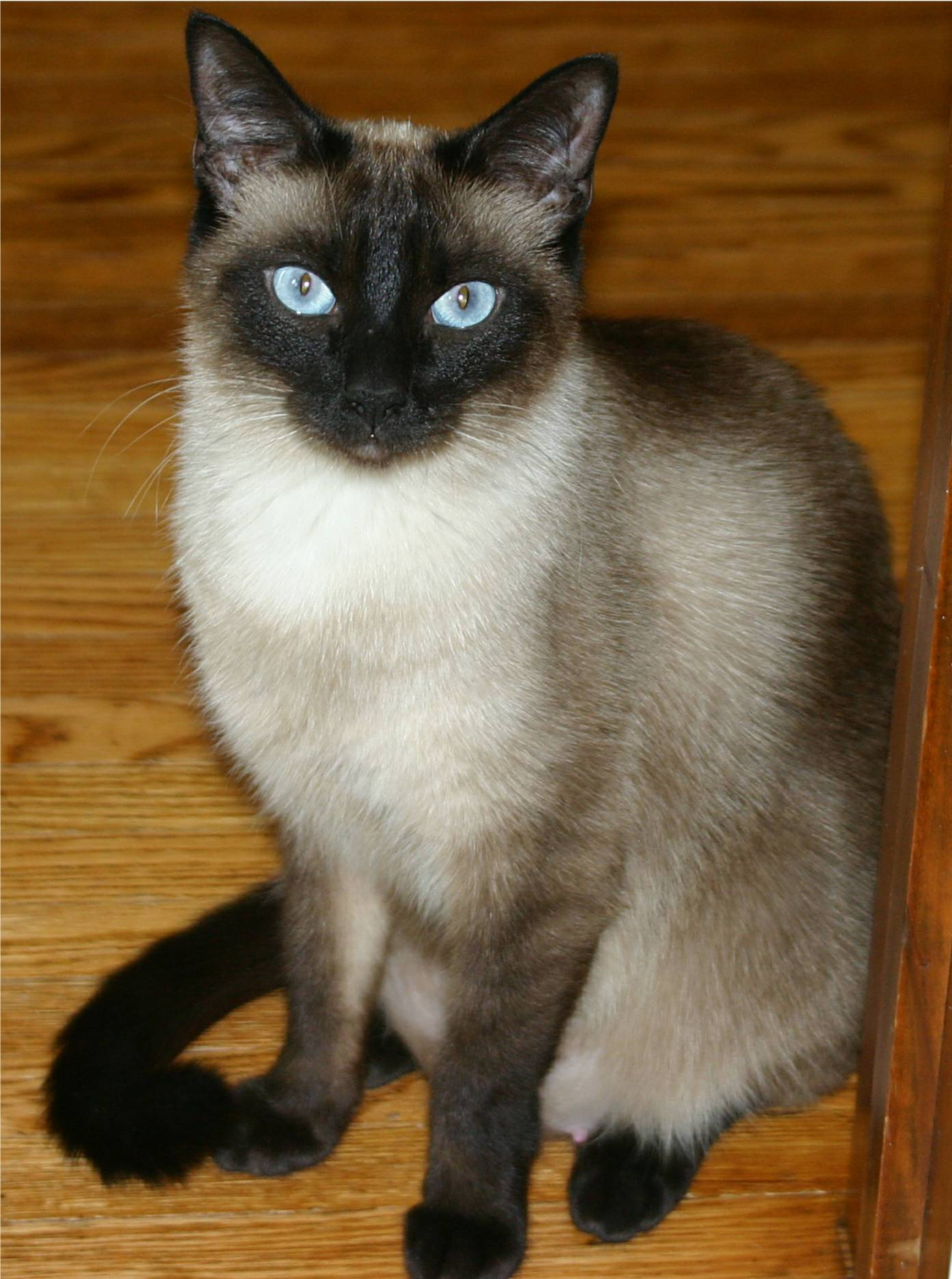
暹羅貓

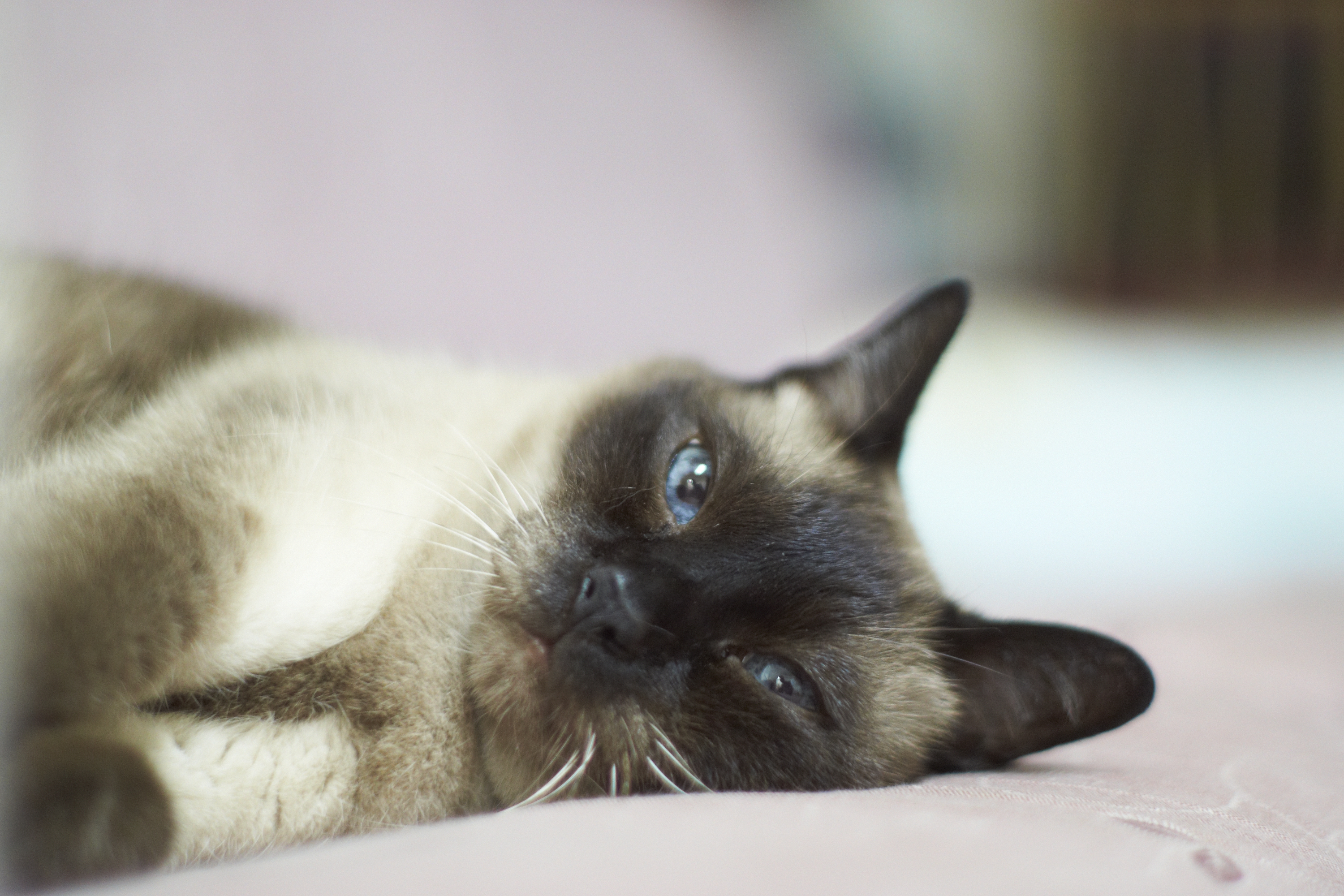
經常呈現慵懶狀態

## 歷史
「暹羅貓」的名稱在一篇名叫《貓之詩》（Tamra Maew）手稿裡所描述的暹羅的貓品種之一，該詩篇估計是在18世紀寫成。
暹羅貓首次被帶至歐洲是在1884年，英國駐泰國曼谷領事（1847年－1916年）從曼谷將一對飼養的暹羅貓Pho和Mia帶回英國並送給其胞妹Lilian Jane Veley，之後Veley在1901年成為暹羅貓協會的創辦人之一。而美國總統萊斯福·凱斯在1878年就收到了駐曼谷的美國領事館所送的一隻暹羅貓作為禮物，這是第一次有歷史記載暹羅貓離開亞洲，比登陸英國還要早了六年，但並未在美洲繼續繁殖育種下去。
1885年，Pho和Mia誕下了三隻小暹羅貓－Duen Ngai、Kalohom和Khromata，三隻小貓和牠們的父母在同年參加倫敦水晶宮舉辦的貓展，暹羅貓獨特的姿態和舉止帶給與會者深刻的印象；但不幸地，三隻小貓在參展後不久便逝世，死因並未有詳細紀錄留存。